# Norman Jewison
Norman Frederick Jewison (født 21. juli 1926 i Toronto, Ontario, Canada, død 20. januar 2024) var en canadisk filminstruktør og filmproducent. 
Han kom til filmen fra fjernsyn og instruktørdebuterede i 1963, hvor han for alvor blev lagt mærke til med kriminaldramaet In the Heat of the Night (I nattens hede, 1967). Han fik nye succeser i farcen The Russians Are Coming, The Russians Are Coming (Russerne kommer, russerne kommer!, 1966) og thrilleren The Thomas Crown Affair (Thomas Crown & Co., 1968) og filmatiserede derefter to kendte musicaler, Fiddler on the Roof (Spillemand på en tagryg, 1971) og Jesus Christ Superstar (1973). Efter A Soldier's Story (1984), en kriminalfilm henlagt til en militærforlægning, kom den charmerende komedie Moonstruck (Lunefulde måne, 1987). Han lavede siden blandt andet Other People's Money (Andre folks penge, 1991).